# Torre de San Nicolás (Coca)
La torre de San Nicolás son los restos de la antigua iglesia homónima de la ciudad española de Coca, provincia de Segovia, Castilla y León. Según Julio Valdeón Baruque es un ejemplo representativo de arquitectura gótico-mudéjar; en palabras de José María de Azcárate tendría influencias de la torre de la mezquita de Córdoba. Aunque su fecha de construcción no está clara, es sabida su existencia ya por el año 1247. Tiene la categoría de Bien de Interés Cultural, con el código RI-51-0000879. Ha cumplido además las funciones de reloj y palomar.